# Въведение Богородично (Долно Мелничани)
Вижте пояснителната страница за други значения на Въведение Богородично.
„Въведение на Пресвета Богородица“ или „Света Богородично Пречиста“ (на македонска литературна норма: „Воведение на Пресвета Богородица“, „Света Пречиста“) е възрожденска гробищна църква в дебърското село Долно Мелничани, Северна Македония. Църквата е част от Дебърско-Реканското архиерейско наместничество на Дебърско-Кичевската епархия на Македонската православна църква – Охридска архиепископия.
Църквата е изградена в 1884 година от майстора Павле от село Луково. Стенописите и иконостаса са дело на Исая Джиков или на Анастас Спасов от Осой. В храма има творби на Антоний Йоанович от 1816 година.
Освещаването е извършено в 1885 година. Организатор на строежа е Ристе Поте от Долно Мелничани. През януари 2013 година в църквата е извършена тежка кражба, като са откраднати седем ценни икони, между които и голяма икона на Света Богородица от иконостаса, две целувателни икони, както и царските двери, всички те дело на Дичо Зограф.